# Ben Browder
Robert Benedic "Ben" Browder (født 11. december 1962) er en amerikansk skuespiller og manuskriptforfatter, bedst kendt for sin rolle som oberst Cameron Mitchell i science fiction-serien Stargate SG-1.